# Chummi
Chummi (rusky Хумми nebo Коми), je jezero v Chabarovském kraji v Rusku. Má rozlohu 117 km². Průměrně je hluboké 1,5 m a dosahuje maximální hloubky 3,9 m.

## Vodní režim
Leží v údolí dolního Amuru, se kterým je spojené několika rameny, z nichž hlavní Chummijské je dlouhé 8 km. Kolísání úrovně hladiny je ovlivňováno úrovní hladiny Amuru.